# Arkiv Digital
Arkiv Digital AD AB är ett svenskt privatägt aktiebolag som producerar och tillhandahåller digitaliserat historiskt källmaterial och omfattande personregister till olika typer av äldre handlingar, från 1600-tal till 1900-tal, via internet. Kunderna är huvudsakligen släktforskare, historiker och hembygdsforskare samt föreningar och bibliotek. Företaget har sitt säte i Lyrestad i Mariestads kommun och skriver sedan 2011 namnet hopskrivet som ArkivDigital i sin marknadsföring.
Det nordamerikanska Family Tree Magazine har i över ett årtionde, och ännu 2024, inkluderat Arkiv Digital bland världens 101 bästa webbplatser för släktforskare.

## Fotograferade arkivhandlingar
Företagets stora konkurrensfördel var redan från dess grundande 2005 att kunna erbjuda nytagna färgfotografier av arkivhandlingarna, till skillnad från konkurrenternas då enbart svartvita. Färgfotografier ger en förbättrad läsbarhet, särskilt när handlingarna är missfärgade eller text strukits över.
De handlingar som Arkiv Digital fotograferar finns framför allt på offentliga arkivinstitutioner i Sverige: Riksarkivet, de regionala landsarkiven, Krigsarkivet, stadsarkiven i Stockholm och Malmö.
Företagets bilddatabas bestod vid slutet av 2023 av nära 97 miljoner färgbilder av historiska dokument, med bland andra följande källtyper:
- så gott som alla svenska kyrkböcker[5] fram till ca 1950[6]
- samtliga bouppteckningar fram till omkring 1960, med personregister (se nedan)[6]
- samtliga mantalslängder fram till 1820 (och en del senare), med sockenregister (se nedan)
- en betydande del av Riddarhusets stora samling av äldre genealogier,[6] från 1600-talet – inklusive 1600-talsavskrifter av två släktböcker från 1500-talet – till 1800-talets början, inklusive N. W. Marcks von Würtembergs konceptgenealogier och 1800-talskompletteringarna till dessa[7]
- samtliga flygbilder – flera miljoner – från Svenska Aero-Bilder AB, sökbara utifrån karta.[8]

I bilddatabasen ingår också domstolshandlingar (främst domböcker och lagfartsprotokoll), militära handlingar (främst rullor och meritförteckningar), fängelsearkiv (främst fångrullor) och sjömanshusarkiv. Lokalt kan också annat material förekomma, däribland en omfattande samling digitaliserat källmaterial från Ålands landskapsarkiv i Mariehamn.

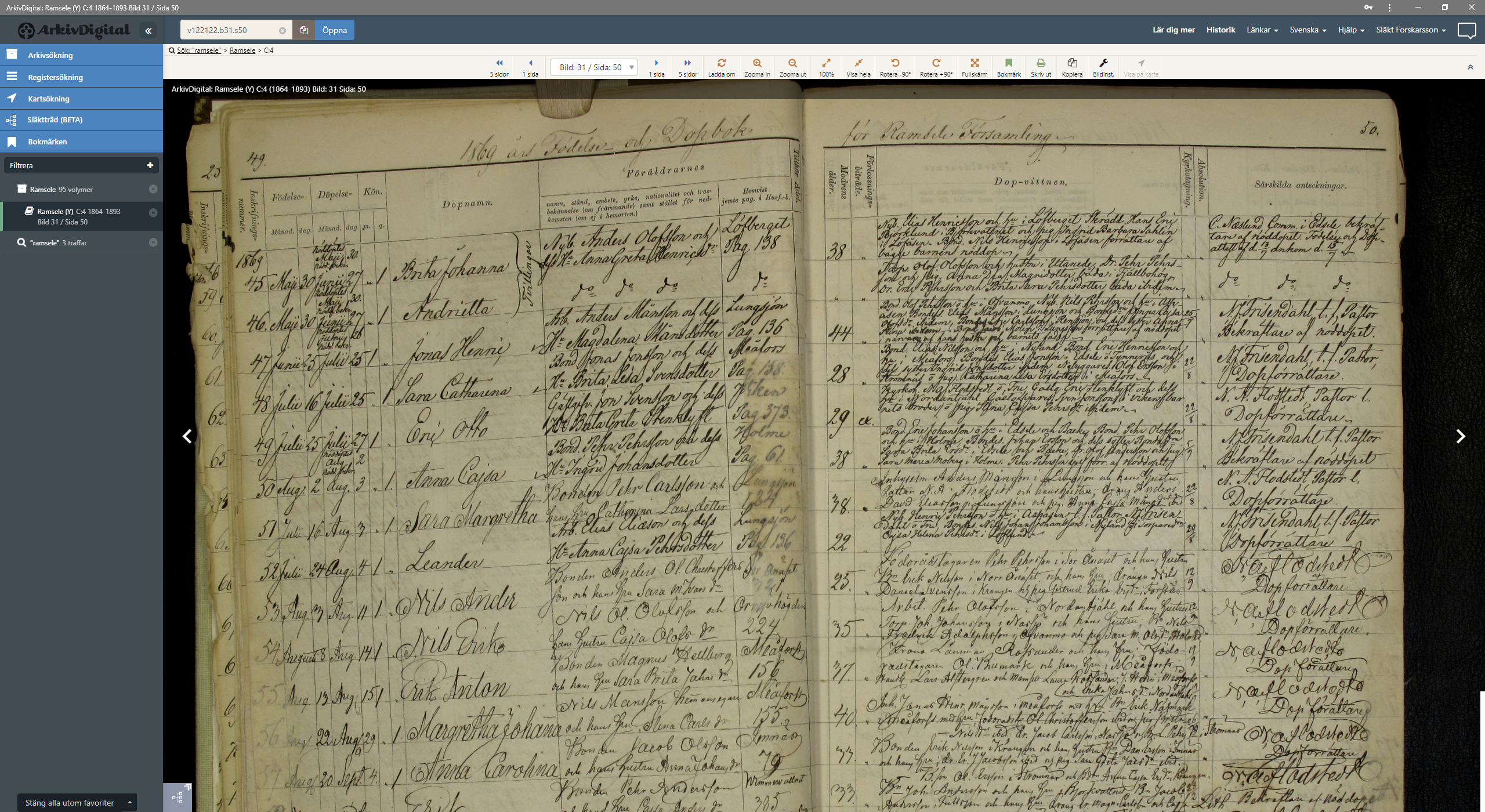
Skärmbild i Arkiv Digitals abonnemangstjänst (2022), med foto av uppslag i födelse- och dopboken 1864–1893 för Ramsele församling.

## Register

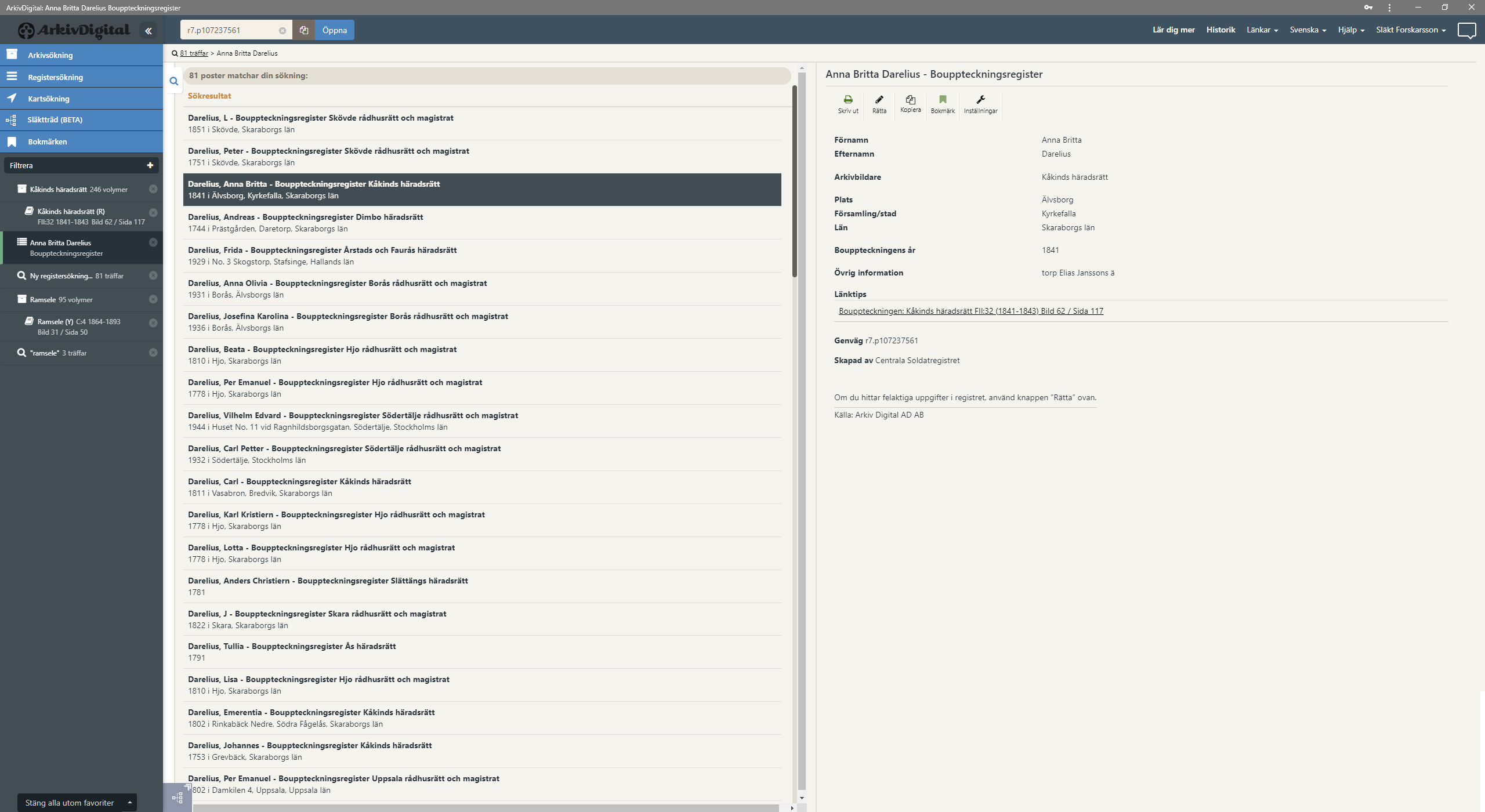
Skärmbild som visar resultatet av en sökning på Anna Britta Darelius i Arkiv Digitals Bouppteckningsregister (2023), med direktlänk till fotograferad arkivhandling.

En trend som Arkiv Digital uppmärksammade redan i årsredovisningen 2014 är att särskilt yngre användare inte är lika benägna att gå igenom stora mängder handlingar; man förväntar sig att man rätt enkelt ska kunna söka och hitta det sökta, annars ger man upp. Företaget har därför sett satsningar på personregister som strategiskt viktiga. Sedan 2017 har man lanserat flera mycket omfattande personregister, vilka kontinuerligt utökas. Det totala antalet registerposter uppgick vid slutet av 2023 till 262,3 miljoner.
De för släktforskare och historiker främsta registren är följande:
- Befolkningen i Sverige (BiS) 1800–1947, det största personregistret i Sverige vilket omfattar hela den svenska befolkningen utifrån samtliga husförhörslängder och församlingsböcker från denna period. (Registret är skapat i samarbete med släktforskarföretaget Myheritage.)[6]
- Sveriges befolkning 1940, 1950, 1960, 1970, 1975, 1980, 1985 och 1990.[6] (Om dessa och andra nationella databaser, se även Sveriges befolkning (databaser).)
- personregister över födda (1750–1840),[6] vigda (1750–1840)[6] och döda (1750–1799) i samtliga län i Sverige[14]
- personregister med 6,2 miljoner poster till så gott som samtliga digitaliserade bouppteckningar[6]
- Stockholms befolkning 1945[6]
- Svenskar i USA 1940[6]
- register över emigranter från Stockholm, Göteborg, Malmö och Helsingborg (Registret är skapat i samarbete med Ancestry.)[6]
- register till en kvarts miljon personporträtt från tre Stockholmsateljéer[6]
- register med närmare 4,37 miljoner sökbara poster till generalmönsterrullorna 1660–1887 i Krigsarkivet för infanteri och kavalleri[15]
- register till omkring 2,4 miljoner värnpliktskort (stamkort) för män mönstrade 1902–1950[6]
- sockenregister till Sveriges mantalslängder till åtminstone 1820
- register på släktnamns-/ättnamnsnivå till Riddarhusets omkring 13 000 fotografier av adliga personer, från 1800- och 1900-tal.[6]

Företaget har också andra register, bland dem till båtsmansrullor (1800-talets andra del), fångporträtt, och jordbruksräkningen 1944.
Alla registerposter – med undantag av Sveriges befolkning 1950 respektive 1960 – har en direktlänk till originalkällan. (För de efterföljande åren av Sveriges befolkning är registren själva originalkällorna.)

## Integrerade släktträd
För att slutligen binda samman abonnenternas släktforskning med företagets produkter infördes i november 2019 möjligheten att lägga upp molnbaserade släktträd. Abonnenter kan där direkt länka enskilda uppgifter om personer i sina släktträd till företagets digitaliserade handlingar och registerposter.

## Företagsledningen
Verkställande direktör är från 1 oktober 2023 David Lundgren, Göteborg. Styrelsen består 2023 av styrelseordförande Jan Aronson, Täby; Paul Johansson, Malmö; Görgen Olsson, Danderyd; Manne Schagerström, Stockholm, samt Håkan Skogsjö i Mariehamn, Åland.

## Historik

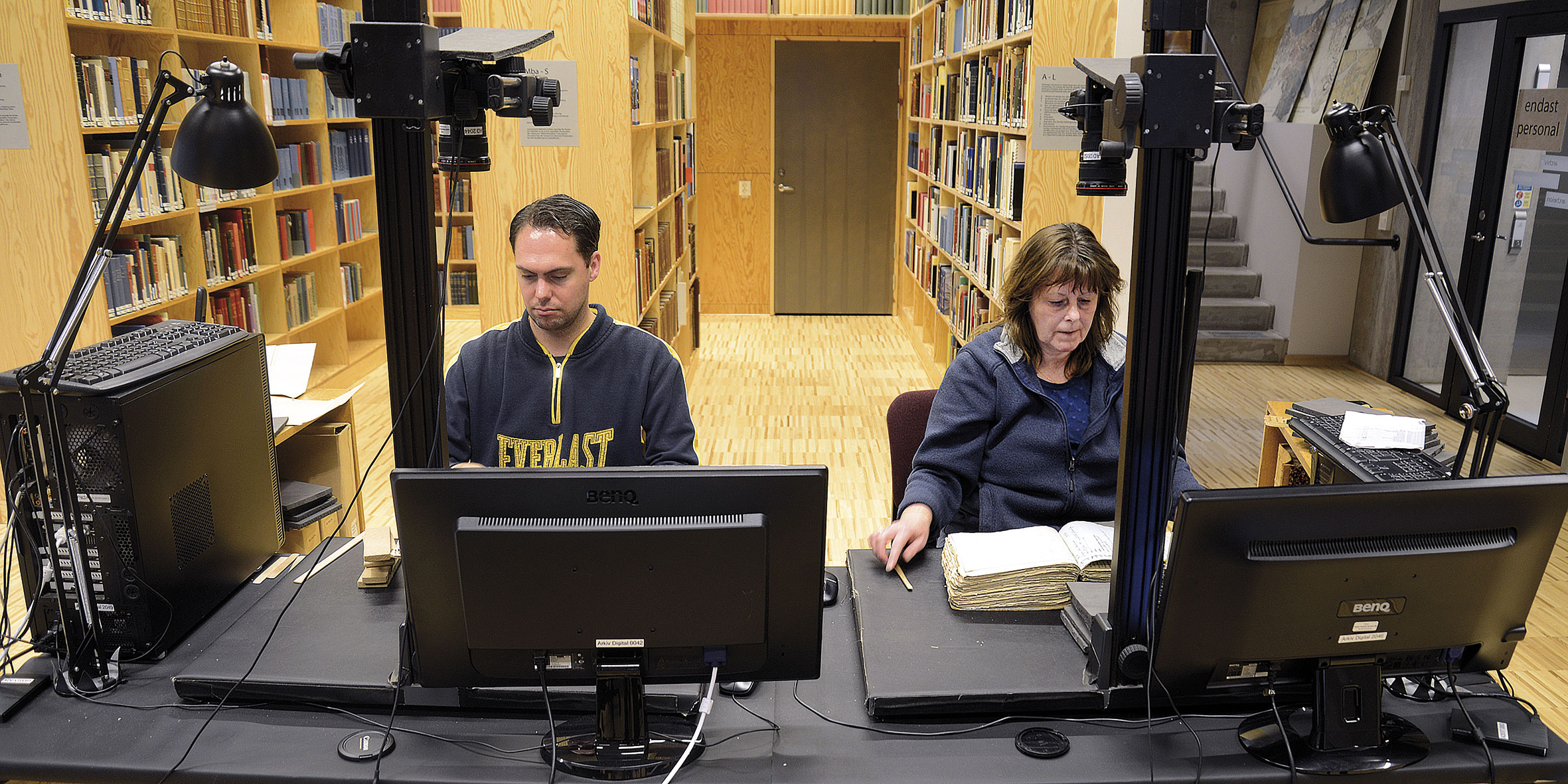
Anställda på Arkiv Digital digitaliserar arkivhandlingar på Landsarkivet i Göteborg, 2013. Foto: Håkan Skogsjö.

Mikael Karlsson i Mariestad startade 2004 den verksamhet som blev grunden för företaget. (Han var 2012–2020 dessutom Arkiv Digitals verkställande direktör.) Själva aktiebolaget Arkiv Digital AD AB bildades 2005. Affärsidén var ”att med så hög kvalitet som möjligt digitalisera historiskt källmaterial med senast tillgängliga tekniska utrustning samt sälja de digitaliserade bilderna till släktforskare, föreningar, bibliotek och andra forskare.” År 2008 förvärvades HH Digiarkiv AB, som också digitaliserade arkivhandlingar men då främst rörande Skåne. Samma år övertogs även IT-företaget KITE, en tidigare samarbetspartner, som ett led i utvecklingen av en abonnemangstjänst på nätet och tjänsterna kring denna.
I början användes cd-skivor för att distribuera de fotograferade dokumenten, men snart utvecklade man ett eget bildformat och en egen programvara för en internetdistribution av bilderna. Detta bildvisningsprogram integrerade bilder, arkivinformation och arkivförteckning (huvudsakligen hämtad från Nationella Arkivdatabasen, NAD), med bilderna registrerade ned till sidnivå. Därmed möjliggjordes den abonnemangstjänst som lanserades 2007 och som låter forskare ta del av företagets hela bilddatabas via internet. Tjänsten blev på kort tid Arkiv Digitals främsta inkomstkälla och är det fortfarande – av årsredovisningen 2023 framgår att 98,4 % av nettoomsättningen avser försäljning av abonnemang och 0,8 % avser bokförsäljning.
De första åren var kunderna nästan uteslutande svenska släktforskare, och i de tidiga årsredovisningarna betonades att företaget grundats ”av släktforskare för släktforskare”. Fokuset låg därför på handlingar i kyrkoarkiven. Arkiv Digital uppnådde i slutet av 2011 målet att digitalisera de slag av kyrkböcker som är mest relevanta för släktforskare, fram till omkring år 1900. Det innebar att företaget då kunde erbjuda samma kyrkböcker som dåvarande konkurrenterna Genline och Riksarkivet SVAR men, till skillnad från dem, alltså i färg.
2011 visade Arkiv Digital för första gången ett positivt resultat. 2013, 2014 och 2015 tilldelades Arkiv Digital tidningen Dagens Industris Gasell-utmärkelse för snabb och lönsam tillväxt.
Arkiv Digitals största konkurrent är Riksarkivets numera kostnadsfria, digitala plattform Digitala forskarsalen, där dock en stor del av fotona av de äldre arkivhandlingar släktforskare till större delen använder är svartvita. Från 2014 började därför företaget att parallellt med digitaliseringen av arkivmaterial skapa stora personregister och funktioner som saknas i Digitala forskarsalen. Vid ungefär samma tid började företaget också bredda urvalet av källmaterial för att attrahera nya grupper, och genom satsningar i de övriga nordiska länderna och i USA har man försökt minska beroendet av den svenska marknaden.
2015 infördes en ny tjänst i form av beställningsfotografering, där kunder mot en avgift beställer digitalisering av specifika volymer, som sedan läggs in i bilddatabasen.
2017 förvärvade företaget från Svenska Aero-Bilder AB flera miljoner äldre flygbilder av främst hus och gårdar runt om i Sverige, tagna från 1950-talet och framåt. Samma år inledde Arkiv Digital ett samarbete med olika släktforskarföreningar med syftet att skapa sökbara personregister till Sveriges samtliga födelse-, vigsel- och dödböcker, från de äldsta fram till 1800-talets andra hälft.
2019 gav Arkiv Digital ut Håkan Skogsjös handbok Släktforskning på riktigt, med en andra, utökad utgåva 2021 samt en tredje 2024. En engelsk version, Explore your Swedish heritage, trycktes 2020 samt 2023. Sammanlagt har den tryckts i över 15 000 exemplar. Handboken har en särskild inriktning mot Arkiv Digitals digitaliserade arkivmaterial och personregister men täcker även traditionella arkiv och forskningsmetodik.
Covid-19-pandemin ledde till att öppettiderna hos de statliga arkiven kraftigt minskades och därmed också möjligheterna att fotografera arkivhandlingar. Enligt årsredovisningarna för Arkiv Digital satsade man under tiden på att bygga ut personregistren och lansera en förbättrad teknisk plattform och ny webbplats. Företaget började samtidigt hålla öppna, kostnadsfria månatliga föreläsningar och öppna hus via Zoom, varav många filmades; de har tillsammans med instruktionsvideor gjorts tillgängliga på företagets Youtube-kanal ”ArkivDigital”. Eftersom arkivens öppettider inte har återställts fullt ut efter pandemin begränsar detta ännu 2024 möjligheten att fotografera handlingar.
2023 fusionerades dotterbolaget Arkiv Digital D&U AB in i moderbolaget.
2023 började företaget också undersöka möjligheten att använda AI-teknologi för att transkribera äldre handskrivna texter, liksom andra aktörer, men framhåller i årsredovisningen för 2023 risken för att sådana transkriptioner inte kommer att bli tillräckligt tillförlitliga.
Arkiv Digital har åtskilliga gånger varit huvudsponsor för Släktforskardagarna, en nordisk, genealogisk mässa som är en av de största släktforskningssammankomsterna i världen.

### Om tillgången till yngre material under Riksarkivet
År 2011 hade Arkiv Digital tecknat ett avtal med Riksarkivet vilket gav möjlighet att fotografera på alla arkiv som ligger under Riksarkivet. Tillgången till arkivhandlingar har varit avgörande för företagets verksamhet. Införandet av Dataskyddsförordningen (GDPR), vilken blev tillämplig 2018, ledde dock till en rättslig tvist med Riksarkivet rörande vilka handlingar som kunde lämnas ut för digitalisering. Det slutade med att Justitieombudsmannen (JO) 2022 framförde allvarlig kritik mot Riksarkivets agerande.